# 토토의 움직이는 숲
토토의 움직이는 숲(Den kæmpestore bjørn)은 2011년 공개된 덴마크의 애니메이션 영화이다. 이 영화는 국제 관객을 위해 영어로도 번역되었다.

## 줄거리
영화는 조나단과 소피라는 두 남매를 중심으로 이야기가 전개된다. 조나단과 소피는 방학을 맞아 할아버지 댁에 놀러 가게 되고, 그곳에서 신비로운 숲과 마주하게 된다. 숲속에는 거대한 곰이 살고 있다는 전설이 전해져 내려오고, 호기심 많은 조나단은 곰을 찾기 위해 숲으로 들어간다. 여동생 소피는 오빠를 걱정하며 뒤따라가고, 두 남매는 숲에서 여러 위험과 마주치며 모험을 시작한다. 그 과정에서 그들은 사냥꾼을 만나게 되고, 곰과 숲을 지키려는 사냥꾼의 모습과 조우하게 된다. 남매는 숲속에서 여러 어려움을 헤쳐나가며, 숲과 곰에 얽힌 비밀을 알아가게 되고, 숲과 곰을 지키기 위해 노력한다.

## 출연

### 주연
- 마르쿠스 리가르드
- 알베트 블리크펠트

### 조연
- 엘리스 눌 니키아르
- 플레밍 퀴스트 묄러